# Polina Szuwałowa
Polina Siergiejewna Szuwałowa (ros. Полина Сергеевна Шувалова; ur. 12 marca 2001 w Orsku) – rosyjska szachistka, arcymistrzyni od 2019 roku.

## Kariera szachowa
W XX wieku wielokrotnie reprezentowała Rosję na mistrzostwach Europy w szachach młodzieżowych i mistrzostwach świata w szachach młodzieżowych w różnych grupach wiekowych, gdzie zdobyła cztery medale: złoty w październiku 2013 na mistrzostwach Europy w szachach młodzieżowych w grupie dziewcząt poniżej 12 lat, brązowy w październiku 2016 na młodzieżowych mistrzostwach świata w grupie do lat 16, srebrny we wrześniu 2017 na młodzieżowych mistrzostwach świata do lat 16 i złoty w listopadzie 2018 na młodzieżowych mistrzostwach świata w szachach do lat 18. W kwietniu 2016 wygrała mistrzostwa Moskwy w szachach kobiet. W październiku 2019 zwyciężyła w mistrzostwach świata (do lat 18) dziewcząt w Indiach, zdobywając 8,5 pkt. z 11 punktów możliwych do zdobycia. Dwa tygodnie później wygrała mistrzostwa świata juniorów w New Delhi z wynikiem 9,5 pkt z 11 punktów i została nagrodzona tytułem arcymistrza. W grudniu 2020 wzięła udział w Russian Women Superfinal w Moskwie, zdobywając taką samą liczbę punktów co Aleksandra Goriaczkina, jednak w dogrywce zremisowała i tym samym zajęła drugie miejsce.
Najwyższy ranking w dotychczasowej karierze osiągnęła 1 grudnia 2021, z wynikiem 2516 punktów.